# Big Lake (Missouri)
Big Lake – wieś w Stanach Zjednoczonych, w stanie Missouri, w hrabstwie Holt.